# Caenurgia escondida
Caenurgia escondida  là một loài bướm đêm thuộc họ Erebidae. Loài này có ở Nam Mỹ, bao gồm the Brasil.